# Jordaens (film)
Jordaens è un documentario del 1993 diretto da Freddy Coppens e basato sulla vita del pittore fiammingo Jacob Jordaens.